# Catharsius harpagus
Catharsius harpagus är en skalbaggsart som beskrevs av Edgar von Harold 1877. Catharsius harpagus ingår i släktet Catharsius och familjen bladhorningar. Inga underarter finns listade.